# Taebla kommun
Taebla kommun (estniska: Taebla vald) var en tidigare kommun i Estland.   Den låg i landskapet Läänemaa (Wiek), i den västra delen av landet, 70 km sydväst om huvudstaden Tallinn. År 2013 uppgick kommunen i den då nybildade Lääne-Nigula kommun.
Följande samhällen fanns i Taebla kommun:
- Taebla
- Palivere
- Nigula
- Kirimäe